# (4791) Iphidamas
(4791) Iphidamas ist ein Asteroid aus der Gruppe der Jupiter-Trojaner. Damit werden Asteroiden bezeichnet, die auf den Lagrange-Punkten auf der Bahn des Jupiter um die Sonne laufen. (4791) Iphidamas wurde am 14. August 1988 von der US-amerikanischen Astronomin Carolyn Shoemaker entdeckt. Er ist dem Lagrangepunkt L5 zugeordnet.
Benannt ist der Asteroid nach der mythologischen Figur Iphidamas, die mit dem Trojanischen Krieg in Verbindung steht.